# Theodor Rosetti
Theodor Rosetti (Iași, 5 maggio 1837 – Bucarest, 17 luglio 1932) è stato un politico e scrittore rumeno, primo ministro della Romania dal 13 aprile 1888 all’11 aprile 1889.